# Naissance en 1069
Naissance
- 1065
- 1066
- 1067
- 1068
- 1069
- 1070
- 1071
- 1072
- 1073

Cette page dresse une liste de personnalités nées au cours de l'année 1069 :
- Kamakura Gongorō Kagemasa,  samouraï issu du clan Taira, qui combat pour le clan Minamoto lors de la guerre de Gosannen de l'époque de Heian du Japon.

date incertaine (vers 1069)
- Mieszko Bolesławowic, prince de Cracovie (pl).

## Crédit d'auteurs
- Cet article est partiellement ou en totalité issu de l'article intitulé « 1069 » (voir la liste des auteurs).